# 116

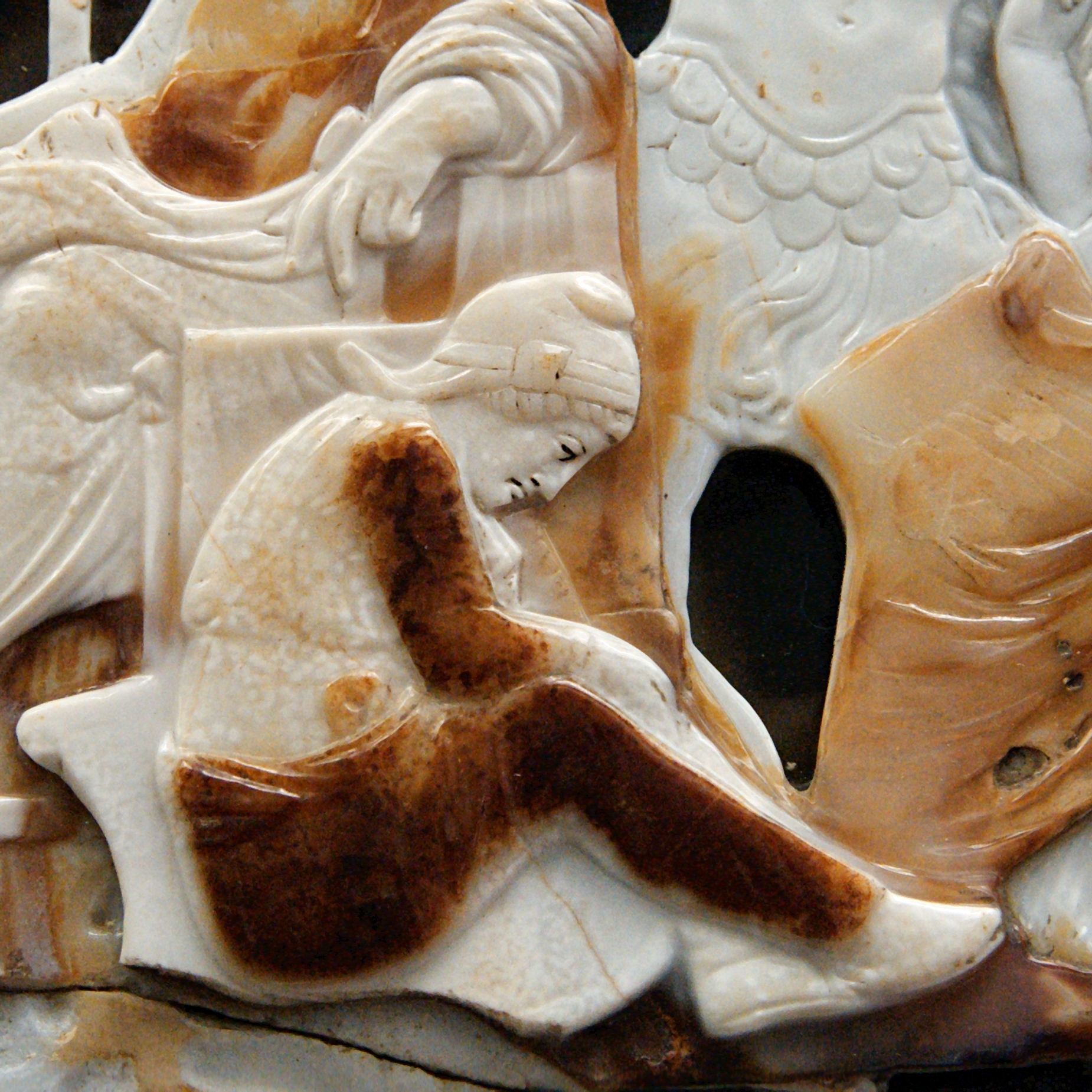
Een Parthische gevangene.

Het jaar 116 is het 16e jaar in de 2e eeuw volgens de christelijke jaartelling.

## Gebeurtenissen

### Italië
- Het Romeins Keizerrijk bereikt onder de regering van Trajanus zijn grootste omvang. Het rijk strekt zich uit van de Kaspische Zee tot de Atlantische kust van Hispania en van Britannia tot aan Egypte.

### Parthië
- Keizer Trajanus verovert tijdens de veldtocht in Parthia de hoofdstad Ctesiphon en Susa. Het Romeinse leger bereikt de oostgrens van het Zagrosgebergte (Iran).
- Trajanus zet Osroes I af en plaatst zijn zoon Parthamaspates (r. 116-117) als koning op de Parthische troon.
- Trajanus onderdrukt een opstand in Mesopotamië en belegert tevergeefs de vestingstad Hatra. Tijdens het beleg krijgt hij een beroerte en keert terug naar Cilicië.

### Palestina
- Begin van de Tweede Joodse Opstand: De Joodse bevolking komt in opstand tegen de Romeinse overheersing in Judea.
- Trajanus benoemt Quintus Lusius Quietus tot legatus Augusti pro praetore van Judea en onderdrukt met Legio X Fretensis de opstand.